# Нічний екіпаж
«Нічний екіпаж» (рос. «Ночной экипаж») — російський радянський художній фільм режисера Бориса Токарєва, знятий на кіностудії Мосфільм 1987 року.

## Сюжет
Герої фільму — студент ПТУ за прізвиськом Півень, другорічник Балда і начитаний Малюк — в один з липневих вечорів прагнуть весело провести час. Спочатку, порушивши веселощі десятикласників, в'їжджають на коні в зал, де проходить випускний вечір, і затівають бійку. А побачивши міліцейську машину, друзі тікають і викрадають таксі. Пізніше вони маскують таксі під звичайну машину і змінюють номери. Це бачить зі свого вікна колишня однокласниця Півня Ніна на прізвисько Мадонна (донька директора школи), вона спускається до них і відправляється з ними кататися нічною Москвою. Потім хлопці прихоплюють з собою медсестру Катю, яка ледве з ними знайома. Петляючи по місту на краденій машині, яку підганяють то азарт, то страх, вони здійснюють дивні, часом невмотивовані вчинки і не замислюються про наслідки. Нічна подорож закінчується трагічно. Дивом залишився в живих Півень, який навряд зможе позбутися докорів сумління.

## У ролях
- Ігор П'янков — Сергій Пєтухов, «Півень», учень ПТУ
- Федір Переверзєв — «Балда», другорічник
- Павло Лопуховський — «Малюк», наймолодший і самий начитаний з трійки друзів
- Анастасія Деревщікова — Ніна Мадонова, «Мадонна», дочка директора школи
- Людмила Гладунко — Віра Мадонова, директор школи, мати Ніни
- Микола Рибников — Нікітін, таксист
- Михайло Кокшенов — міліціонер
- Олександр Кузьмічов — батько Лялі
- Ольга Кабо — Катя
- Надія Смирнова — Ляля, випускниця, перша красуня школи
- Наталія Рахвалова
- Василь Петренко — таксист
- Дмитро Усачов — Віталій
- Д. Александров — епізод
- Марія Виноградова — вчителька
- Наталія Величко — вчителька
- Олександр Вігдоров — доктор
- Людмила Велика — батько
- Марина Лобишева-Ганчук — вчителька
- Андрій Гриневич — епізод
- Юрій Дубровін — епізод
- Віталій Зікора — Юрій, батько Ніни
- Надія Матушкіна — дружина Юрія
- Микола Маліков — міліціонер
- Т. Реснянская — епізод
- Ольга Токарєва — епізод
- Віктор Уральський — господар коня
- Віктор Філіппов — епізод
- Михайло Чигарев — один з батьків
- Степан Токарєв — епізод
- Борис Токарєв — епізод, (немає в титрах)